# Heterosphaeria
Heterosphaeria — рід грибів родини Helotiaceae. Назва вперше опублікована 1824 року.